# Olive Kitteridgeová (kniha)
Olive Kitteridgeová (2008) (originál Olive Kitteridge) je novela americké spisovatelky Elizabeth Stroutové. V roce 2009 Elizabeth Stroutová za tuto knihu získala Pulitzerovu cenu.

## Děj
Městečko Crosby v Maine se může jevit jako zcela bezvýznamné. Pro učitelku na penzi však představuje střed světa. Lidé zde prožívají svá dramata - touhu, zoufalství, žárlivost, naději i lásku.
Jak se lidé z městečka potýkají se všemi svými problémy, Olive dospívá k pochopení sebe sama a svého života; někdy bolestně, ale vždy s nelítostnou upřímností. Kniha Olive Kitteridgeová skýtá hluboký vhled do okolností a podmínek lidského života, do jeho tragédií i radostí a ukazuje, jaké trpělivosti je v něm třeba.